# Tony Award/Beste Kostüme
Für den Tony Award/Bestes Kostüm können alle Designer, die für Theaterstücke oder Musicals im Laufe des Jahres am Broadway in New York die Kostüme entworfen haben, nominiert werden. Seit dem Jahr 2005 werden jeweils zwei Designer ausgezeichnet, einer für das Drama in der Kategorie Bestes Kostümdesign und einer für das Musical in der Kategorie Bestes Kostümdesign (Musical). Der Tony Award als bester Kostümdesigner in einem Drama oder Musical ging von 1947 bis 2004 an:

## Auszeichnungen

### 1947–1949
- 1947: Lucinda Ballard (für Happy Birthday, Another Part of the Forest, Street Scene)
- 1947: John Loves Mary (für The Chocolate Soldier)
- 1948: Mary Percy Schenck (für The Heiress)
- 1949: Lemuel Ayers (für Kiss Me, Kate)

### 1950–1959
- 1950: Aline Bernstein (für Regina)
- 1951: Miles White (für Bless You All)
- 1952: Irene Sharaff (für The King and I)
- 1953: Miles White (für Hazel Flagg)
- 1954: Richard Whorf (für Ondine)
- 1955: Cecil Beaton (für Quadrille)
- 1956: Alvin Colt (für Pipe Dream)
- 1957: Cecil Beaton (für My Fair Lady)
- 1958: Motley (für The First Gentleman)
- 1959: Rouben Ter-Arutunian (für Redhead)

### 1960–1969
- 1960: Cecil Beaton (für Saratoga)
- 1961: Motley (für Beckett)
- 1961: Adrian Duquette und Tony Duquette (für Camelot)
- 1962: Lucinda Ballard (für The Gay Life)
- 1963: Anthony Powell (für The School for Scandal)
- 1964: Freddy Wittop (für Hello, Dolly!)
- 1965: Patricia Zipprodt (für Anatevka)
- 1966: Gunilla Palmstierna-Weiss (für Marat/Sade)
- 1967: Patricia Zipprodt (für Cabaret)
- 1968: Desmond Heeley (für Rosencrantz and Guildenstern Are Dead)
- 1969: Louden Sainthill (für Canterbury Tales)

### 1970–1979
- 1970: Cecil Beaton (für Coco)
- 1971: Raoul Penè Du Bois (für No, No, Nanette)
- 1972: Florence Klotz (für Follies)
- 1973: Florence Klotz (für A Little Night Music)
- 1974: Franne Lee (für Candide)
- 1975: Geoffrey Holder (für The Wiz)
- 1976: Florence Klotz (für Pacific Overtures)
- 1977: Theoni V. Aldredge (für Annie)
- 1977: Santo Loquasto (für The Cherry Orchard)
- 1978: Edward Gorey (für Dracula)
- 1979: Franne Lee (für Sweeney Todd)

### 1980–1989
- 1980: Theoni V. Aldredge (für Barnum)
- 1981: Willa Kim (für Sophisticated Ladies)
- 1982: William Ivey Long (für Nine)
- 1983: John Napier (für Cats)
- 1984: Theoni V. Aldredge (für La Cage aux Folles)
- 1985: Florence Klotz (für Grind)
- 1986: Patricia Zipprodt (für Sweet Charity)
- 1987: John Napier (für Starlight Express)
- 1988: Maria Björnson (für Das Phantom der Oper)
- 1989: Claudio Segovio und Hector Orezzoli (für Black and Blue)

### 1990–1999
- 1990: Santo Loquasto (für Grand Hotel)
- 1991: Willa Kim (für The Will Rogers Follies)
- 1992: William Ivey Long (für Crazy for You)
- 1993: Florence Klotz (für Kuss der Spinnenfrau)
- 1994: Ann Hould-Ward (für Die Schöne und das Biest)
- 1995: Florence Klotz (für Show Boat)
- 1996: Roger Kirk (für The King and I)
- 1997: Judith Dolan (für Candide)
- 1998: Julie Taymor (für Der König der Löwen)
- 1999: Lez Brotherston (für Swan Lake)

### 2000–2004
- 2000: Martin Pakledinaz (für Kiss Me, Kate)
- 2001: William Ivey Long (für The Producers)
- 2002: Martin Pakledinaz (für Thoroughly Modern Millie)
- 2003: William Ivey Long (für Hairspray)
- 2004: Susan Hilferty (für Wicked)